# Elettrone del guscio interno

Configurazione elettronica del fosforo. In questo caso si hanno 10 elettroni di core e 5 elettroni di valenza.

Gli elettroni del guscio interno o elettroni di core (dall'inglese core electrons) sono gli elettroni di un atomo che non sono di valenza e perciò non partecipano al legame chimico. Si consideri ad esempio il carbonio: il carbonio possiede 6 elettroni in totale, di cui 4 sono elettroni di valenza; di conseguenza i rimanenti 2 elettroni sono elettroni di core.
Gli elettroni di core sono chiamati in tal modo perché si trovano negli orbitali o livelli atomici ad energia più bassa, il che corrisponde ad essere più vicini al nucleo (core) e più legati all'atomo. Essi sono così fortemente legati al nucleo da essere perturbati in modo assolutamente trascurabile dall'ambiente esterno all'atomo, anche nel caso quest'ultimo fosse legato ad altri atomi.
Perciò, al contrario degli elettroni di valenza, gli elettroni di core di solito rivestono un ruolo secondario nel legame e nelle reazioni chimiche. Il loro ruolo primario consiste nello schermare (almeno parzialmente) la carica positiva del nucleo atomico, permettendo così agli elettroni più esterni, cioè gli elettroni di valenza, di partecipare al legame chimico. Il loro effetto è anche particolarmente significativo nell'ambito di particolari metodiche spettroscopiche.
Nei metalli di transizione, comunque, la distinzione tra elettroni di valenza e quelli di core è molto più sottile e potrebbe essere importante considerare gli elettroni negli "orbitali d" a più alta energia come elettroni di valenza piuttosto che elettroni di core.